# Marta (aligator)

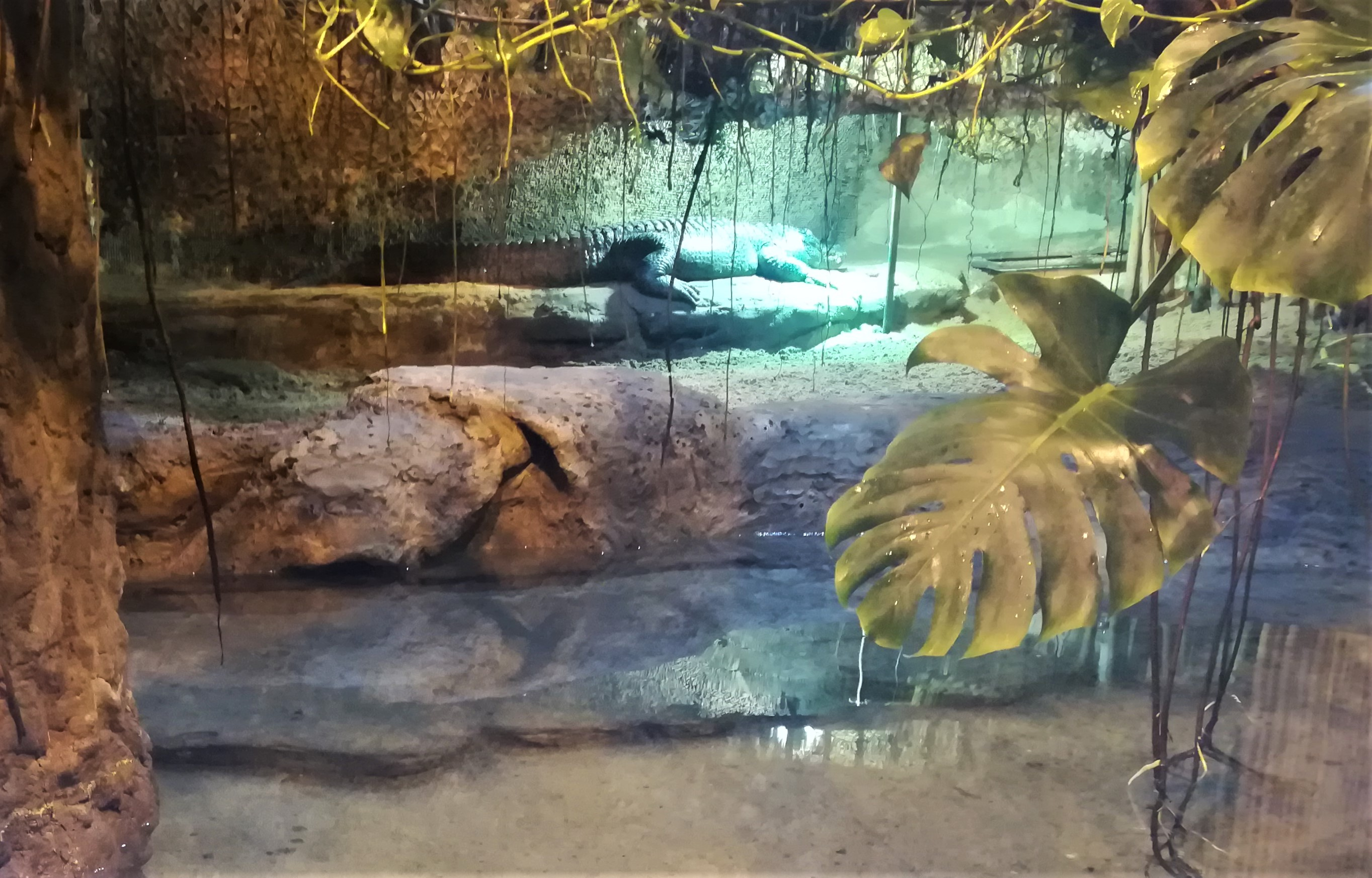
Marta w 2020 roku

Marta (ur. 1930) – samica aligatora missisipijskiego, od 1960 roku przebywająca w płockim ZOO, najstarszy aligator w polskich ogrodach zoologicznych i jeden z najstarszych na świecie.
Wykluła się w 1930 roku w amerykańskim ogrodzie Reptile Jungle. Została zakupiona wraz z samcem Pedro przez inż. Tadeusza Wągrowskiego w trakcie akcji Krokodyl, w ramach której mieszkańcy Płocka przesyłali Polonii książki w zamian za zwierzęta do płockiego ZOO, gdzie znalazła się w 1960 roku. W 1970 roku zasłynęła rolą krokodyla Hermana w filmie pt. Hydrozagadka w reżyserii Andrzeja Kondratiuka.